# Magma Geopark
Magma UNESCO Global Geopark – geopark znajdujący się w południowo - zachodniej Norwegii i obejmujący powierzchnią 5 gmin: Eigersund, Lund, Flekkefjord, Bjerkreim i Sokndal. Łącznie jego obszar zamieszkuje około 33 390 mieszkańców. Największą miejscowością, a zarazem siedzibą geoparku jest Egersund. Magma Geopark jest drugim geoparkiem w Norwegii.
Magma Geopark uzyskał członkostwo w EGN (European Geopark Network) oraz GGN (Światowa Sieć Geoparków) w 2010. W 2015 roku Magma Geopark uzyskał status UNESCO Global Geopark.

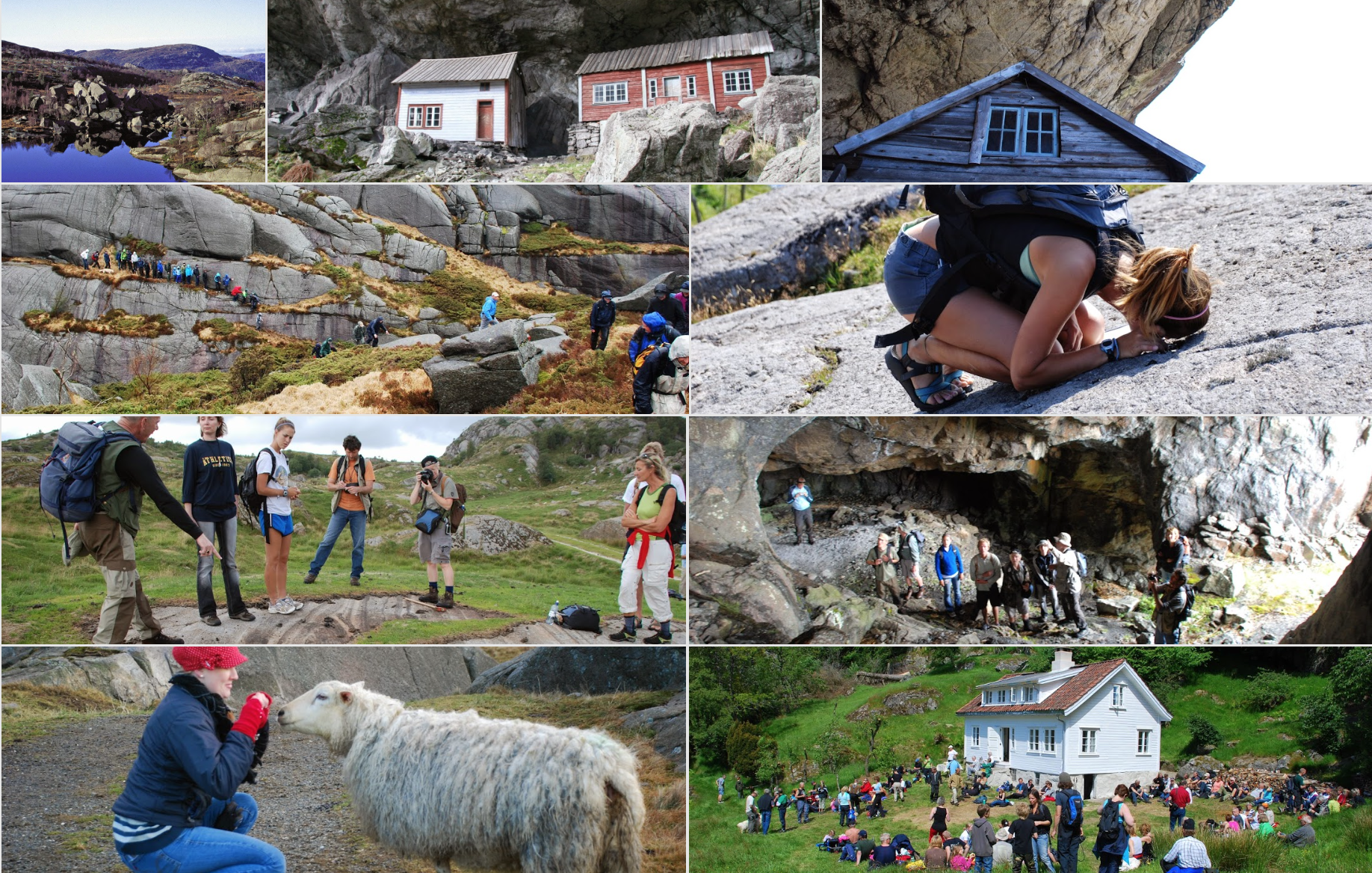
[https://web.archive.org/web/20170911161852/http://magmageopark.no/en/reisemaal/eigeroy-lighthouse/en/reisemal/ Magma UNESCO Global Geopark

Cały geopark obejmuje powierzchnią 2329 km², a jego powstanie bazuje na występowaniu największej intruzji magmy i największego odkrytego obszaru w Europie, na którym występuje anortozyt.
1,500 milionów lat temu region ten był pokryty gorącą magmą oraz wysokimi górami. Przez wiele milionów lat lodowce pomogły uformować krajobraz, który teraz możemy podziwiać w okolicy. Główną skałą występującą jest anortozyt - skała bardziej powszechna na Księżycu niż na powierzchni Ziemi.
Magma Geopark posiada wiele atrakcji kulturalnych, historycznych, naturalnych oraz miejskich zarówno dla mieszkańców jak i turystów. Obszar geoparku stwarza wiele możliwości aktywnego spędzenia czasu - m.in. wypożyczenie sprzętu wspinaczkowego, aktywną turystykę górską z przewodnikiem, skorzystanie z opracowanych tras rowerowych. 
Do połowy 2017 roku Magma Geopark posiadał 46 oficjalnych punktów turystycznych dostarczających wielu atrakcji, na przykład:
- domki Helleren- chronione od ponad 200 lat przez skałę nad ich dachami,
- Trollpikken. web.archive.org. [zarchiwizowane z tego adresu (2017-09-11)]. - fenomen tworzący ciekawą formację skalną,
- Brufjell. web.archive.org. [zarchiwizowane z tego adresu (2017-09-11)]. - jaskinie oraz platforma na końcu szlaku turystycznego, umieszczona 10 m nad poziomem morza, utworzona przez fale morskie
- Gloppedalsura. web.archive.org. [zarchiwizowane z tego adresu (2017-09-11)]. - imponujący krajobraz po jednym z największych osuwisk w Europie,
- latarnia morska - najstarsza żeliwna latarnia w Norwegii o wysokości 32,9 m